# Fertőszentmiklós
Fertőszentmiklós (niem. St. Niklas) – miasto w północno-zachodniej części Węgier, w pobliżu miasta Sopron. Nazwa wsi oznacza w języku węgierskim „Święty Mikołaj na bagnie”. Gmina Fertőszentmiklós liczy 3850 mieszkańców (styczeń 2011) i zajmuje obszar ok. 39,4 km².

## Położenie
Miejscowość leży na obszarze Małej Niziny Węgierskiej, w pobliżu granicy austriackiej. Administracyjnie należy do powiatu Sopron, wchodzącego w skład komitatu Győr-Moson-Sopron.